# Ходовичі (станція)
Ходо́вичі — проміжна залізнична станція Львівської дирекції Львівської залізниці на електрифікованій лінії Стрий — Ходорів між станцією Гніздичів (10,5 км) та колійним постом 154 км (8,5 км). Розташована в селі Ходовичі Стрийського району Львівської області.

## Історія
1899 року розпочато будівництво дільниці Стрий — Ходорів. Через десять років на цій дільниці була побудована станція Ходовичі і через неї розпочався рух поїздів. Під час Другої світової війни станція зазнала значних руйнувань — не вціліла жодна будівля. Активний розвиток розпочався у післявоєнний період — у 1950-х роках в селі Ходовичі відкриті заводи і кар'єри, до яких були прокладені під'їзні колії. З тих пір станція активно зайнята вантажною роботою.
У 1970-х роках побудований вокзал — типова одноповерхова будівля, яку можна зустріти на всіх залізницях України. Наразі вокзал станції законсервований і не обслуговує пасажирів.

## Пасажирське сполучення
На станції Ходовичі зупиняються щоденно приміські поїзди сполученням Стрий — Ходорів.